# مسابقات فرمول یک فصل ۲۰۰۷

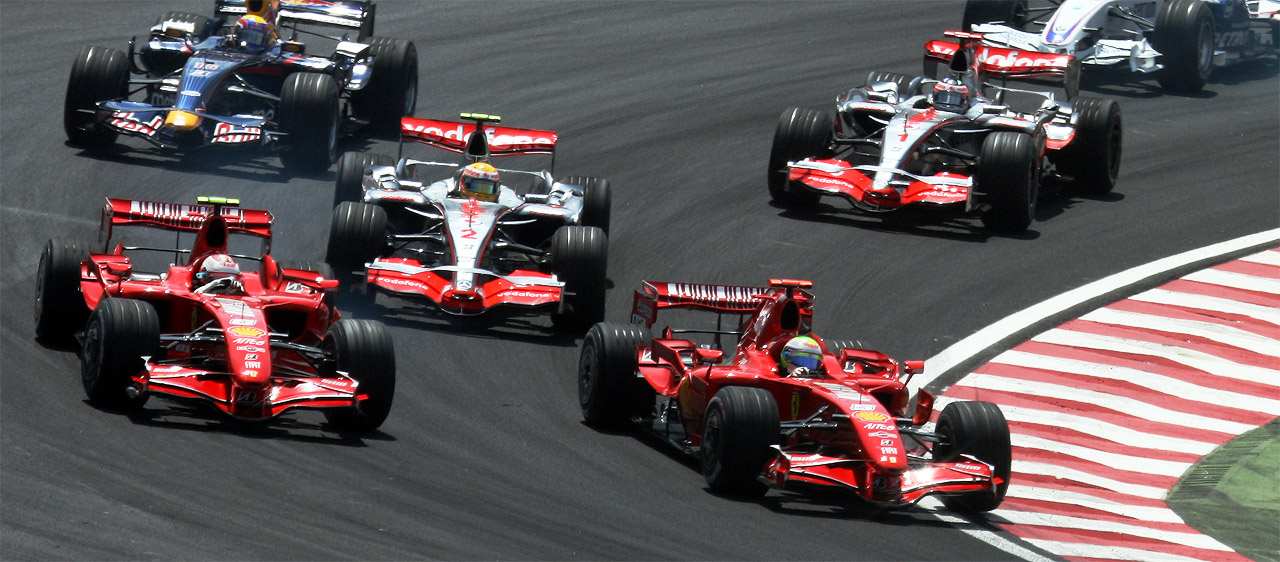
مسابقات قهرمانی جهان فرمول یک

مسابقات فرمول یک فصل ۲۰۰۷ در سال ۲۰۰۷ میلادی برگزار شد. در این مسابقات کیمی رایکونن (به انگلیسی: Kimi Räikkönen) از تیم اسکودریا فراری و با موتور فراری به قهرمانی رسیدو در مجموع صاحب ۱۱۰ امتیاز شد.